# ベインティシンコ・デ・マヨ (防護巡洋艦)
ベインティシンコ・デ・マヨ（西: ARA Veinticinco de Mayo）は、アルゼンチン海軍の防護巡洋艦である。艦名の"Veinticinco de Mayo"とはスペイン語で「5月25日」の意味で、アルゼンチンの五月革命記念日を意味する。

## 概要
イギリスのアームストロング社が建造中であった防護巡洋艦が1888年6月18日起工、1890年5月5日進水、1891年5月17日に竣工したが、その間の1889年7月にアルゼンチンが自国の沿岸防御のために購入したのが本艦である。本艦の設計の特色は全長が107.9mでエルジック造船所で建造した巡洋艦で最も全長の長い艦であった。
船体はイギリス製であったが主武装のみドイツのクルップ製21cmカノン砲という排水量に比して強力な兵装であった。その他の備砲はイギリス製で賄われた。1891年7月にアルゼンチン海軍の乗員を乗せてアルゼンチン向けて出港し、8月27日にアルゼンチンに到着し就役した。

## 艦形

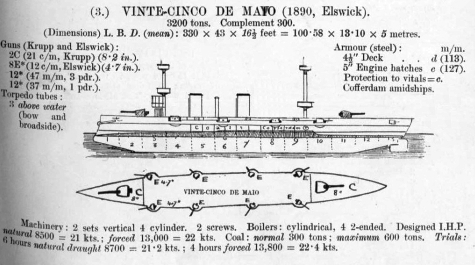
本艦の武装・装甲配置を示した図。

船体は平甲板型船体である。水面下に衝角（ラムの付いた艦首から甲板上に21cm（35口径）ライフル砲を防盾の付いた単装砲架で1基配置した。その背後の司令塔の上に、両脇に船橋を持つ操舵艦橋と単脚式の前部マストが立つ。

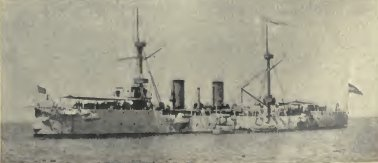
1901年に撮られた「ベインティシンコ・デ・マヨ」。

船体中央部に2本煙突が立ち、その周囲は煙管型の通風筒が立ち並び、その外周は艦載艇置き場となっており、煙突の間にクレーンが片舷1基ずつ計2基で運用された。舷側甲板上には副砲の12cm速射砲が防楯の付いた単装砲架で片舷4基を搭載した。このうち4門は舷側に片舷に2か所を設けられた張り出し（スポンソン）に1基ずつ配置され、射界を広くする工夫がされ、他の4基が船体中央部の甲板上に2基ずつ配置された。
艦載艇置き場の後方に後部艦橋と後部マストが立ち、そこから後部甲板上に21cm砲を防盾の付いた単装砲架で1基配置した。この武装配置により艦首尾方向に最大で21cm砲1門・12cm砲2門、舷側方向に最大で21cm砲2門・12cm砲4門が指向できた。